# LaTavia Roberson

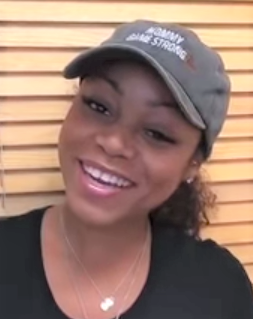
LaTavia Roberson, 2018

LaTavia Marie Roberson (* 1. November 1981 in Houston, Texas) ist eine US-amerikanische R&B-Sängerin. Von 1990 bis Ende 1999 war sie Mitglied der erfolgreichen Girlgroup Destiny’s Child, von 2001 bis 2003 Mitglied der R&B-Girlgroup Anjel.

## Leben

### Destiny’s Child
1993 wurde LaTavia Roberson Mitglied der Tanzgruppe Girls Tyme. Die Gruppe hatte zahlreiche kleine Auftritte in Einkaufszentren in und um Houston/Texas und nahm bei Talentwettbewerben wie z. B. bei Star Search teil. Als ein Plattendeal bevorstand (Columbia Records) änderte man den Namen der Gruppe in „Destiny’s Child“, die fortan aus Beyoncé Knowles, Kelly Rowland, LeToya Luckett und La Tavia Roberson bestand.
1997 wurden sie mit dem Debütsong No No No (feat. Wyclef Jean) weltberühmt. Es folgten weitere Singles. Darunter Bills Bills Bills, das in den USA Platz 1 belegte. Außerdem zwei Alben: Destiny’s Child (1998), The Writing’s on the Wall (1999) Platz 6 in den USA. Mit dem Nummer-1-Hit Say My Name, der von Rodney Jerkins produziert wurde, wurden sie das Pop-Phänomen schlechthin.
Am Höhepunkt ihrer Karriere lösten sich zwei der vier Mitglieder von der Gruppe. Ende 1999 verließen Roberson und Luckett die Band wegen Unstimmigkeiten mit dem Manager Mathew Knowles.
Gleichzeitig gab Roberson ihre jahrelange freundschaftliche Beziehung zu Beyoncé und Kelly auf.

### Anjel
So entschieden sich LaTavia und LeToya dazu zusammen eine eigene R&B-Girlgroup zu gründen, nachdem sie von Brandon und Brian Casey von der R&B-Boygroup Jagged Edge überzeugt wurden. Das Girl-Duo veranstaltete Auditions in den USA und fand schließlich ein weiteres Mitglied: Naty Quinones aus Atlanta. Die Gruppe nannte sich Anjel und machte ihren ersten öffentlichen Auftritt auf dem roten Teppich der Grammys im Jahr 2001. Anjel wurden schon als Destiny’s-Child-Kopie gehandelt, so entschloss man sich aus dem Trio ein Quartett zu machen. Tiffany Beaudoin, eine Sängerin aus Houston kam als viertes Mitglied hinzu.
Anjel fingen an im Studio Songs für ein Album aufzunehmen. Der erste Fernsehauftritt der Gruppe war im Remixmusikvideo Where The Party At? von Jagged Edge 2001.
Mit einem Mal wurde das Interesse an der neuen Gruppe groß. Anjel traten 2002 bei verschiedenen Shows in den USA auf und tauchten in diversen US-Magazinen auf.
Mehr als 20 Songs wurden bereits aufgenommen und eine Veröffentlichung des Debütalbums stand bevor. Doch nach einem Konflikt mit der Plattenfirma ließ diese Anjel fallen.
Die Gruppe löste sich daraufhin unzerstritten auf. 2003 wurde dies offiziell von Anjel-Sprechern bestätigt.

## Diskografie

### Alben
mit Destiny’s Child
- 1998: Destiny’s Child
- 1999: The Writing’s on the Wall

### Singles
mit Destiny’s Child
- 1997: No, No, No Part II (feat. Wyclef Jean)
- 1998: With Me Part I (feat. Jermaine Dupri)
- 1998: Get on the Bus (feat. Timbaland)
- 1999: Bills, Bills, Bills
- 1999: Bug a Boo
- 2000: Say My Name
- 2000: Jumpin’ Jumpin’